# Jerzy Jernas
Jerzy Jernas (ur. 14 września 1957 w Poznaniu) – polski reżyser filmowy i telewizyjny, scenarzysta, operator obrazu, producent filmowy i dziennikarz.

## Życiorys
Urodził się i wychowywał w Poznaniu, gdzie uczęszczał do Szkoły Podstawowej nr 75 im. Powstańców Wielkopolskich (1964–1972), I Liceum Ogólnokształcącego im. Karola Marcinkowskiego i IX Liceum Ogólnokształcącego im. Karola Libelta. W latach 1977–1982 studiował towaroznawstwo na Akademii Ekonomicznej (obecnie Uniwersytet Ekonomiczny) w Poznaniu.
Stał się jednym z pionierów kina offowego w Polsce, jak podaje katalog Festiwalu „Wyścig Jaszczurów”. W latach 80. XX wieku założył, wspólnie z Barbarą Stawiarską i Januszem Piwowarskim, niezależną grupę twórczą Garaż-film. Jest scenarzystą i reżyserem powstałych wówczas filmów dokumentalnych o alternatywnych twórcach rocka – związanych z zespołami Bielizna, Marilyn Monroe, Malarze i Żołnierze, Sztywny Pal Azji i Big Cyc. Jest również autorem art-clipów inspirowanych twórczością zespołów KSU, Bielizna, a także śląskiego artysty Stasia. Twórczość Garaż-filmu prezentowana była na Międzynarodowym Festiwalu „Film poza kinem”, a także w PTV Echo we Wrocławiu oraz TVP 2.
W latach 80. XX wieku Jerzy Jernas kierował największym kinem w Wielkopolsce - kinem „Wilda” w Poznaniu. Później był kierownikiem działu metodycznego Młodzieżowego Centrum Kultury w Ostrowie Wielkopolskim. Tam rozpoczął współpracę z jednym z pierwszych polskich zespołów muzycznych grających muzykę reggae - zespołem "Rokosz". Kilka lat później zespół  ten przekształcił się w grupę muzyczną Big Cyc. W 1990 Jerzy Jernas zrealizował autorski film dokumentalny Big Cyc - Broń chemiczna, pierwszy film o tym kultowym zespole. Był wielokrotnie emitowany w kilku ogólnopolskich telewizjach. Jerzy Jernas był też autorem wielu innych filmów dokumentalnych oraz art-klipów związanych z tym nurem muzycznym.
Od początku lat 90. XX wieku zawodowo pracuje w telewizji – początkowo w poznańskiej TV ES oraz telewizji WTK, a następnie w TVP. Tam przez osiem lat kierował grupą handlowców. Ze środków finansowych TVP ukończył pod koniec lat 90. w holenderskiej szkole Wiittenborg International Collage dwutygodniowy kurs „Technik sprzedaży, autoprezentacji oraz zasad negocjacji”. Jest także autorem kilku cyklicznych programów telewizyjnych – kontynuując jednocześnie niezależną twórczość filmową. Od 2000 jest wykładowcą w Państwowym Studium Realizacji Telewizyjnej – Ministerstwa Kultury i Dziedzictwa Narodowego. W grudniu 2006 rozpoczął współpracę z biznesowym miesięcznikiem „MERKURIUSZ”, w którym publikował artykuły (zarówno o kulturze masowej, jak i o zjawiskach socjologicznych z nią związanych) - pod własnym nazwiskiem, jak i pseudonimem: Ola Sarnej. Od stycznia do września 2008 był redaktorem naczelnym miesięcznika „Echo Puszczykowa”.  Rok później stworzył i zrealizował Festiwal Niezależnej Twórczości Filmowej Osób Dojrzałych „Wyścig Jaszczurów”. Przez kilka miesięcy był również redaktorem naczelnym  (do upadku wydawnictwa) gminnego „Magazynu Sucholeskiego”, a także trzech innych gminnych magazynów.  Od 2016 jest redaktorem naczelnym Wielkopolskiego Portalu Senioralnego „Brawo Senior”, którego jest twórcą.
Jego synem jest Oskar Jernas, autor książki Arkady Fiedler: Człowiek bez paszportu.

### Filmografia
- Film, którego nie ma (1988)
- Spontan (1989)
- 1944 (1989)
- Taniec lekkich goryli (1990)
- Otrzepywanie rosy (1990)
- Broń chemiczna (1991)
- Joł Madafaka (2001)
- Casino Reno 2 (2002)
- Heroina (2006)
- KSU – Legenda Bieszczad, Legenda rocka (2007)
- Tacy byliśmy - Polska 1988 (2008)
- Narodziny Wolności (2010)
- Spragnione czułości (2010)
- Bohaterowie z Wapna (2010)
- Arkady Fiedler - człowiek bez paszportu (2013)
- Olimpijczycy (2015)
- Sześć miesięcy (2017)
- Era jazzu - muzyka wolności (2019)[7]
- List do Radia Wolna Europa (2021)

### Ważniejsze cykliczne programy telewizyjne
- Telemarket
- Ogólnopolskie Studio Targowe
- Magazyn Filmowy "Art-film"